# Sekondomboro
Sekondomboro is een dorp in het district North-West in Botswana. De plaats telt 629 inwoners (2011).